# جان شيرر
جان شيرر (بالإنجليزية: Jan Shearer)‏ هي متسابقة يخت نيوزيلندية، ولدت في 17 يوليو 1958 في دنيدن في نيوزيلندا.

## وصلات خارجية
- جان شيرر على موقع أوليمبيديا (الإنجليزية)